# Фрогер, Рене
Рене Фрогер (нидерл. René Froger; род. 5 ноября 1960 Амстердам, Нидерланды) — нидерландский поп-певец, участник Евровидения-2009, основатель группы De Toppers.

## Биография
Родился 5 ноября 1960 года в Амстердаме. В 1988 году он записал свой первый хит, сделав кавер-версию песни «Winter in America». Данный сингл занял пятое место в голландском чарте топ-40. Первый полноформатный альбом Фрогера «Who Dares Wins» вышел в том же 1988 году. В следующем году он снова добился успеха с песней «Alles kan een mens gelukkig maken (Een eigen huis)», закрепив за собой статус настоящей региональной суперзвезды. В 2009 году он создал группу De Toppers вместе с вокалистами Гордоном Хёккеротом, Герардом Йолингом и Йеруном ван дер Бомом. В 2011 году он выпустил свой 19-й студийный альбом Froger.

## Дискография

### Альбомы
- Who dares wins, 1988
- You’re my everything, 1989
- Are you ready for loving me, 1994

### Синглы
- Disco a la carte, 1979
- My Hitparade, 1984
- My Hitparade, 1987